# Mateusz Warchał
Mateusz Marek Warchał (ur. 23 czerwca 1978 w Katowicach) – polski urzędnik, wykładowca akademicki i przedsiębiorca, autor obywatelskiego projektu Ustawy o ograniczeniu handlu w niedziele.

## Życiorys
Absolwent Uniwersytetu Śląskiego w Katowicach. W 2010 doktoryzował się tam z nauk humanistycznych w zakresie językoznawstwa na podstawie pracy Językowe (re)konstrukcje tożsamości (psycho- i etnolingwistyczna analiza chorwackich wypowiedzi narracyjnych) (promotor: Emil Tokarz).
W latach 2006–2010 pracownik Państwowej Inspekcji Pracy. W latach 2011–2015 adiunkt w Akademii Techniczno–Humanistycznej w Bielsku-Białej. W latach 2013–2015 pracownik naukowy Instytutu Medycyny Pracy i Zdrowia Środowiskowego w Sosnowcu, gdzie prowadził badania nad skutkami stresu zawodowego. W latach 2015–2021 pracownik naukowo-dydaktyczny Małopolskiej Uczelni Państwowej im. rtm. W. Pileckiego w Oświęcimiu (dawniej: Państwowej Wyższej Szkoły Zawodowej im. rtm. W. Pileckiego w Oświęcimiu).
Społecznie zaangażowany na rzecz wprowadzenia ograniczenia handlu w niedziele. Autor obywatelskiego projektu Ustawy o ograniczeniu handlu w niedziele, pod którym podpisało się ponad 500 tysięcy obywateli. Uczestnik prac legislacyjnych nad kształtem ustawy. Współautor pierwszych badań i raportu przedstawiającego skutki i ewaluację wprowadzenia Ustawy o ograniczeniu handlu w niedziele, święta oraz w niektóre inne dni.
Autor badań nad zagrożeniami psychospołecznymi w sektorze handlu, badań i ubezpieczeń, w tym pierwszego w Polsce raportu „Stres w bankach” oraz współautor jedynego w kraju poradnika dotyczącego radzenia sobie ze stresem dla członków organizacji związkowych i pracowników zatrudnionych w sektorze banków, handlu i ubezpieczeń „Pokonać stres” wydanego przez fundację im. Friedricha Eberta. Jest także autorem pierwszego w Polsce poradnika dotyczącego oceny ryzyka zawodowego w zakresie czynników psychospołecznych wydanego przez Główny Inspektorat Pracy oraz współautorem poradnika dla związkowców zatytułowanego „Zgodnie z prawem i bezpiecznie” wydanego przez Główny Inspektorat Pracy.

## Wybrane publikacje
Jest autorem ponad 100 publikacji naukowych, w tym:
- Mateusz Warchał, Funkcjonowanie przepisów o ograniczeniu handlu w niedziele i święta oraz ocena warunków pracy w sektorze handlu w dobie epidemii COVID-19 w opiniach pracowników, Warszawa: Friedrich-Ebert-Stiftung, 2020, ISBN 978-83-931399-9-6 [zarchiwizowane z adresu 2023-03-04]. Brak numerów stron w książce
- Mateusz Warchał, Agnieszka Warchał, Pokonać stres: poradnik radzenia sobie ze stresem dla członków organizacji związkowych i pracowników zatrudnionych w sektorze banków, handlu i ubezpieczeń, Warszawa: Friedrich-Ebert-Stiftung, 2016, s. 53, ISBN 978-83-64062-14-8, OCLC 995656210.
- Mateusz Warchał, Mediacje pracownicze: poradnik dla pracowników, pracodawców i związków zawodowych, Warszawa: Stowarzyszenie Bezpieczeństwa i Zdrowia w Pracy, 2015, s. 24, ISBN 978-83-941850-0-8, OCLC 922209091.
- Mateusz Warchał, Alfred Bujara, Stresogenność pracy i skutki społeczne stresu występującego wśród pracowników zatrudnionych w sektorze bankowym: raport z badań, Warszawa: Centralny Instytut Ochrony Pracy - Państwowy Instytut Badawczy : Krajowy Sekretariat Banków, Handlu i Ubezpieczeń NSZZ "Solidarność", 2015, ISBN 978-83-7373-194-3, OCLC 939889179. Brak numerów stron w książce
- Mateusz Warchał i inni, Stres: różne perspektywy, nowe wyzwania: aspekty prawno–psychologiczne, Warszawa: Stowarzyszenie Bezpieczeństwa i Zdrowia w Pracy, 2015, ISBN 978-83-941850-2-2, OCLC 922274818. Brak numerów stron w książce
- Mateusz Warchał, Edmund Anczyk, Krzysztof Kuźniewski, Dialog społeczny w miejscu pracy: aspekty psychologiczne i prawne, Katowice: Wydawnictwo Sacrum, 2014, ISBN 978-83-933048-7-5, OCLC 883566061. Brak numerów stron w książce